# Zenia (California)
Zenia es un área no incorporada ubicada en el condado de Trinity en el estado estadounidense de California.

## Geografía
Zenia se encuentra ubicada en las coordenadas 40°12′20″N 123°29′31″O / 40.20556, -123.49194.